# Son Mulet
Son Mulet és una antiga possessió del terme de Llucmajor, Mallorca, situada al llevant del municipi, al nord de la carretera que uneix Llucmajor amb Campos. Confronta amb es Rafal Càrritx, Son Fullana, Son Frígola, Son Gabriela i Son Mas al terme de Llucmajor; i Son Lluís al terme de Campos. Sorgí el segle xvi d'una segregació de sa Llagostera. El 1578 pertanyia a l'honor Pere Mulet, que havia adquirit les cases de sa Llagostera i 199 quarterades de terrenys. El 1637 pertanyia a l'honor Pere Mulet i era denominada sa Llagostera d'en Mulet, Son Mulet de sa Llagostera o Son Mulet de la Casa Vella. Confrontava amb el camí reial de Llucmajor a Campos, Son Lluís, Son Garcia del Puig i Son Samar. Era dedicada al conreu de cereals. Ja en el segle xvii els membres de la família Mulet es dividiren la possessió original. El 1655 una d'elles era Son Mulet del Puig, que pertanyia a l'honor Francesc Mulet. Era dedicada a vinya i conreu de cereals. Hi havia una gran pedrera d'on foren extrets els maresos per a l'edificació de l'església parroquial de Llucmajor. Actualment la denominació Son Mulet es refereix als terrenys que formaren part d'aquesta possessió, avui molt parcel·lada. També donà nom al Puig de Son Mulet.